# Eva Landahl
Eva Landahl, folkbokförd som Eva Henriette Landahl Kihlman, född 30 maj 1953 i Stockholm, är en svensk journalist och TV-producent vid Sveriges Television. Hon är sedan 2007 chef för samhällsprogrammen i SVT och har arbetat med företagets nyhetsverksamhet, bland annat som chef för Rapport och Aktuellt.

## Arbetsliv
Landahl började arbeta som socionom 1977-1980 i Huddinge kommun.
Hon skolade sedan om sig och gick Dramatiska institutets radiolinje 1980-1982 för att sedan praktisera på Sveriges Radio där hon anställdes 1984 och arbetade på Ekoredaktionen med bland annat Ekonyheter och Studio Ett. I början av 1990-talet förekom hon även i TV som reporter för SVT-programmet Nästa Nybroplan.[källa behövs]
1994 lämnade hon radion och gick över till SVT för att arbeta på Rapport morgon. Hon var redaktör på Aktuellt från 1996 tills hon år 2000 utsågs till chef och ansvarig utgivare för Rapport där hon efterträdde Jan Axelsson. Hon lämnade det uppdraget den 1 september 2002.
Under 2003 ledde hon satsningen på temakvällar i SVT2. I januari 2004 utsågs hon till genrechef för fakta- och fritidsprogram på SVT och satt också i Programledning och Företagsledning.
2007 utsågs hon till chef och ansvarig utgivare för Aktuellt och samhällsprogrammen på SVT. I samband med att Landahl år 2013 fick ansvar för följande års valbevakning lämnade hon uppdraget som chef för Aktuellt. Den uppgiften togs över av nyhetschefen Ulf Johansson. Landahl fortsatte som chef med utgivaransvar för flera olika samhällsprogram som  Agenda, Korrespondenterna, Ekonomibyrån och Gomorron Sverige m fl.
Landahl har haft ansvar för SVT:s valbevakning år 2010, 2014 och 2018.
Sedan maj 2021 arbetar Eva Landahl som mediekonsult.